# Ravenna (pokrajina)
Provincija Ravenna (talijanski: Provincia di Ravenna) je jedna od 110 talijanskih pokrajina, koja se nalazi u okviru regije Emilia-Romagna u Središnjoj Italiji. 
Glavni i najveći grad provincije je istoimena Ravenna od 153 740 stanovnika.

## Geografske karakteristike
Pokrajina Ravenna prostire se većim dijelom duž obale Jadranskog mora na istoku, i po Dolini Poa na zapadu. Glavni grad Ravenna, udaljen je oko 75 km istočno od Bologne. Pokrajina Ravenna ima površinu od 1 858 km², u kojoj živi 384 761 stanovnika (2011. godine).

## Vanjske poveznice
- Službene stranice Provincije Ravenna  Arhivirana inačica izvorne stranice od 11. studenoga 2011. (Wayback Machine)